# Partito Comunista della Turchia/Marxista-Leninista
Il Partito Comunista della Turchia/Marxista-Leninista (in turco Türkiye Komünist Partisi/Marksist-Leninist, TKP/ML) è un partito politico e organizzazione comunista turca clandestina che ha come obiettivo il rovesciamento del governo turco attraverso la guerra popolare. È stato fondato nel 1972 da İbrahim Kaypakkaya. I fondatori del partito erano ex membri del Partito Rivoluzionario dei Lavoratori e dei Contadini (Türkiye İhtilâlci İşçi Köylü Partisi, TİİKP) favorevoli alla continuazione della lotta armata.
Fa parte della Conferenza Internazionale dei Partiti e delle Organizzazioni Marxisti-Leninisti (International Newsletter).

## Storia
Nel 1972 il governo turco represse con violenza i movimenti comunisti, Kaypakkaya fu arrestato insieme ad altri militanti e morì in prigione l'anno seguente. L'intera organizzazione del Partito Comunista fu smantellata. Riuscì a riorganizzarsi solo nel 1978, con il primo congresso. Nel 1981, l'anno del secondo congresso, il partito si scisse con la fuoriuscita di un gruppo di militanti che andò a costituire il Partito Bolscevico (Nord Kurdistan-Turchia). Non fu la prima né l'ultima scissione nella storia del Partito Comunista: la cellula del Partito Comunista di Turchia/Marxista-Leninistam (Hareketi) era già fuoriuscita nel 1976, durante la riorganizzazione. Altre scissioni seguirono il secondo congresso: quella del Partito Comunista di Turchia/Marxista-Leninista Proletario Rivoluzionario (1987), del Partito Comunista di Turchia/Marxista-Leninista (Partito Maoista) (1987) e del Partito Comunista di Turchia (Marxista Leninista) (1994), che in seguito diventerà il Partito Comunista Maoista.
Nel corso degli anni ottanta il Partito subì numerosi cambi di leadership, con ogni nuova dirigenza che definiva la precedente "revisionista" o "opportunista". Nel frattempo l'esercito di guerriglia, il TİKKO, non era più in grado di sostenersi a causa delle lotte interne al Partito. Dopo le scissioni del 1987 il Partito andò in declino e questo contribuì all'ascesa del Partito dei Lavoratori del Kurdistan. Nel 2002 il TKP/ML fu espulso dal Movimento Rivoluzionario Internazionale, che criticò così il Partito: "Le vostre posizioni politiche e i vostri approcci sono diventate insostenibili per un partito o un'organizzazione del nostro movimento".
Nel 2015 il Partito Comunista di Turchia/Marxista-Leninista partecipa alla fondazione della Brigata Internazionale di Liberazione, attiva nella guerra civile siriana a fianco delle Unità di Protezione Popolare curde contro lo Stato Islamico.

## Organizzazione

Bandiera del TİKKO

Il braccio armato del Partito è l'Armata di Liberazione Turca degli Operai e dei Contadini (Türk İşci ve Köylü Kurtuluş Ordusu, abbreviato TİKKO).
Il giornale ufficiale si chiama Partizan. Altri periodici sono İşçi-Köylü ("Lavoratori-Contadini") e Özgür Gelecek ("Futuro Libero").

## Definizione di organizzazione terrorista
Il Partito è elencato tra le dodici organizzazioni terroriste attive in Turchia nel 2007 dal Dipartimento Operativo di Anti-Terrorismo della Direzione Generale per la Sicurezza della polizia turca.

## Demografia
Secondo uno studio del Dipartimento Operativo di Anti-Terrorismo sui condannati per terrorismo, compresi 826 militanti del Partito Comunista e di altre tre organizzazioni attive, il 65% dei membri aveva un'età compresa tra i 18 e i 25 anni, il 16,8% aveva meno di 30 anni, il 17,5% di più. I laureati erano il 20,4% dei militanti, i diplomati il 33,5%, diplomati alla scuola media il 14%, alle elementari il 29,9% e gli analfabeti l'1,9%.